# Джон Ситтинборнский
Джон Ситтинборнский (англ. John of Sittingbourne; ум. не позднее 1238) —приор Кентерберийского собора, избранный архиепископ Кентерберийский (1232).

## Биография
После смерти Ричарда ле Гранта в 1231 году Кентерберийская архиепископская кафедра оставалась вакантной. В 1231—1232 годах её занимал избранный монахами Кентерберийского собора Ральф Невилл, но Папа Римский Григорий IX не согласился с его кандидатурой, и с канонической точки зрения Невилл так и не стал архиепископом.
Приор Кентерберийского собора Джон Ситтинборнский 16 марта 1232 года был избран монахами своего приората на кафедру Кентерберийского архиепископа. 4 апреля 1232 года он отправился в Рим для встречи с Папой Римским Григорием IX, но тот отклонил его назначение 12 июня 1232 года, и кафедра осталась вакантной. По сведениям разных источников, в зависимости от идентификации Джона Ситтинборнского с тем или другим из упоминающихся в них лиц, умер в 1235, 1236 или позднее, но определённо к 1238 году.